# ブッチとフェム

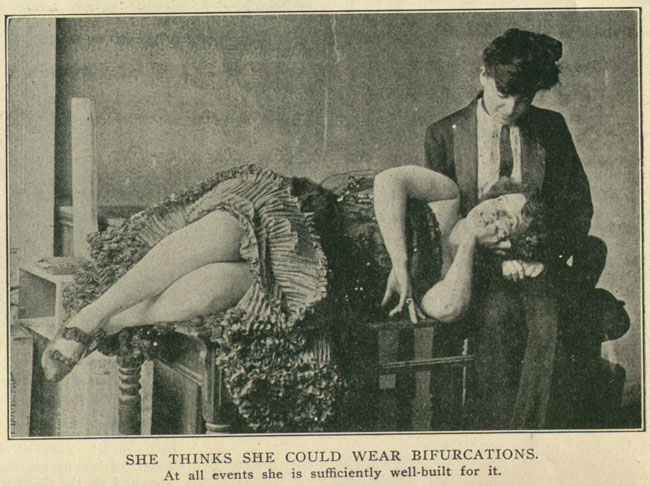
1903年「フェム」」と「ブッチ」の外見を描写

ブッチとフェム（英: butch、英: femme）は、レズビアンのサブカルチャーにおいて、男性的（ブッチ）または女性的（フェム）な特徴・行動・スタイル・自己認識などのジェンダー表現を指す用語。日本では「ボイ、フェム」という呼び方が一般的。ボイはボーイッシュの略語で、フェムはフェミニンの略語である。
この用語は、20世紀にレズビアンコミュニティーで確立した。この概念は「性的関係、ジェンダー、性的なアイデンティティをカテゴライズする方法」として認識され始めた。レズビアンの恋愛・性愛関係において、ブッチとフェムだけではなく、ブッチ/ブッチまたはフェム/フェムの関係もしばしば見られる。
個々のブッチとフェムの表現と、レズビアンコミュニティーの関係に対するブッチとフェムの表現は、20世紀の間に変化した。一部のレズビアンフェミニストは、ブッチとフェムの用語が異性愛関係を模倣していると主張する。しかし、ブッチとフェムが異性愛関係に似ていると言う一方で、ブッチとフェムの関係は異性愛中心主義に対する挑戦でもある。1990年代のアメリカでの調査によると、95％のレズビアンはブッチとフェムの表現を知り共感しているが、同じ割合でブッチとフェムは「自分の人生に影響しない」という結果となった。